# Чемпіонат Англії з футболу 1996—1997: Прем'єр-ліга
Англійська прем'єр-ліга 1996–1997 (англ. FA Premier League) — п'ятий сезон англійської Прем'єр-ліги, заснованої 1992 року. Переможцем змагання вийшов «Манчестер Юнайтед», який захистив свій чемпіонський титул попереднього сезону, ставши таким чином 11-разовим чемпіоном Англій та виборовши перемогу у 4 з 5 перших розіграшів Прем'єр-ліги. Протягом значної частини сезону конкуренцію майбутнім чемпіонам складали «Ньюкасл Юнайтед», «Арсенал» та «Ліверпуль», проте «осічки» «Ліверпуля» та «Ньюкасла» в іграх передостаннього туру завчасно вирішили питання щодо чемпіона країни.
Головним невдахою сезону став «Мідлсбро», клуб який напередодні сезону витратив мільйони фунтів, придбавши бразильців Емерсона Косту і Бранко, а також італійців Джанлуку Фесту і Фабриціо Раванеллі, який того сезону забив 31 гол у різних турнірах. Команда впевнено виступала в обох англійських кубкових турнірах, дійшовши фіналів у Кубку Англії та Кубку англійської ліги, проте в обох фінальних матчах програла, зупинившись у кроці від здобуття хоча б одного з цих трофеїв. У чемпіонаті роковим для команди з Мідлсбро став матч проти «Блекберн Роверз», який керівництво клубу скасувало, посилаючись на травми або хворобу значної кількості гравців. Це рішення було прийняте за добу до запланованої гри і не отримало усіх необхідних погоджень від керівництва Футбольної асоціації Англії. Покаранням для «Мідлсбро» стали грошовий штраф та зняття трьох турнірних очок, яких команді врешті-решт й не вистачило аби зберегти місце у Прем'єр-лізі — вона фінішувала на 19-му місці, набравши лише двома очками менше за команди, що розташувалися на рятівних 16 та 17 місцях. 
Крім «Мідлсбро» за результатами сезону Прем'єр-лігу залишили «Ноттінгем Форест», який фінішував останнім, змінивши по ходу сезону трьох тренерів, а також «Сандерленд», який втратив шанс уникнути пониження в класі, програвши свою гру останнього туру проти «Вімблдона».

## Команди-учасниці
У змаганнях Прем'єр-ліги сезону 1996—1997 взяли участь 20 команд, включаючи 17 команд-учасниць попереднього сезону та три команди, що підвищилися у класі з Чемпіонату Футбольної ліги.

## Турнірна таблиця
| М  | Команда               | І  | В  | Н  | П  | МЗ | МП | РМ  | О    | Кваліфікація або пониження в класі                      |
| -- | --------------------- | -- | -- | -- | -- | -- | -- | --- | ---- | ------------------------------------------------------- |
| 1  | «Манчестер Юнайтед» Ч | 38 | 21 | 12 | 5  | 76 | 44 | +32 | 75   | Груповий раунд Ліги чемпіонів УЄФА 1997–1998            |
| 2  | «Ньюкасл Юнайтед»     | 38 | 19 | 11 | 8  | 73 | 40 | +33 | 68   | 2-й кваліфікаційний раунд Ліги чемпіонів УЄФА 1997–1998 |
| 3  | «Арсенал»             | 38 | 19 | 11 | 8  | 62 | 32 | +30 | 68   | 1-й раунд Кубка УЄФА 1997–1998                          |
| 4  | «Ліверпуль»           | 38 | 19 | 11 | 8  | 62 | 37 | +25 | 68   | 1-й раунд Кубка УЄФА 1997–1998                          |
| 5  | «Астон Вілла»         | 38 | 17 | 10 | 11 | 47 | 34 | +13 | 61   | 1-й раунд Кубка УЄФА 1997–1998                          |
| 6  | «Челсі»               | 38 | 16 | 11 | 11 | 58 | 55 | +3  | 59   | 1-й раунд Кубка кубків УЄФА 1997–1998 1                 |
| 7  | «Шеффілд Венсдей»     | 38 | 14 | 15 | 9  | 50 | 51 | −1  | 57   |                                                         |
| 8  | «Вімблдон»            | 38 | 15 | 11 | 12 | 49 | 46 | +3  | 56   |                                                         |
| 9  | «Лестер Сіті»         | 38 | 12 | 11 | 15 | 46 | 54 | −8  | 47   | 1-й раунд Кубка УЄФА 1997–1998 2                        |
| 10 | «Тоттенгем Готспур»   | 38 | 13 | 7  | 18 | 44 | 51 | −7  | 46   |                                                         |
| 11 | «Лідс Юнайтед»        | 38 | 11 | 13 | 14 | 28 | 38 | −10 | 46   |                                                         |
| 12 | «Дербі Каунті»        | 38 | 11 | 13 | 14 | 45 | 58 | −13 | 46   |                                                         |
| 13 | «Блекберн Роверз»     | 38 | 9  | 15 | 14 | 42 | 43 | −1  | 42   |                                                         |
| 14 | «Вест Гем Юнайтед»    | 38 | 10 | 12 | 16 | 39 | 48 | −9  | 42   |                                                         |
| 15 | «Евертон»             | 38 | 10 | 12 | 16 | 44 | 57 | −13 | 42   |                                                         |
| 16 | «Саутгемптон»         | 38 | 10 | 11 | 17 | 50 | 56 | −6  | 41   |                                                         |
| 17 | «Ковентрі Сіті»       | 38 | 9  | 14 | 15 | 38 | 54 | −16 | 41   |                                                         |
| 18 | «Сандерленд» Пн       | 38 | 10 | 10 | 18 | 35 | 53 | −18 | 40   | Пониження до Футбольної ліги                            |
| 19 | «Мідлсбро» Пн         | 38 | 10 | 12 | 16 | 51 | 60 | −9  | 0393 | Пониження до Футбольної ліги                            |
| 20 | «Ноттінгем Форест» Пн | 38 | 6  | 16 | 16 | 31 | 59 | −28 | 34   | Пониження до Футбольної ліги                            |

Оновлено після матчів 2 вересня 2012
Джерела: Barclays Premier League
Правила класифікації: 
1) очок; 2) різниця м'ячів; 3) кіл-ть забитих м'ячів.
1«Челсі» кваліфікувався до Кубка володарів кубків УЄФА як переможець Кубка Англії.

2 «Лестер Сіті» кваліфікувався до Кубка УЄФА як переможець Кубка англійської ліги.

3 «Мідлсбро» був оштрафований на три очки за скасування матчу без дотримання усіх необхідних процедур.
(Ч) = Чемпіон; (Пн)/(В) = Понижено в класі/Вибув; (Пв) = Підвищення в класі; (ПП) = Переможець плей-оф; (Н) = Перехід до наступного раунду. 
Застосовується тільки коли сезон ще не закінчений: 
(К) = Кваліфікований до раунду турніру; (КН) = Кваліфікований до турніру, але не до конкретного раунду; (Д) = Дискваліфікований з турніру.

## Результати
| Вдома \ В гостях1 | АРС | АСТ | БЛБ | ЧЕЛ | КОВ | ДЕР | ЕВЕ | ЛІД | ЛЕС | ЛІВ | МЮ  | МІД | НЬЮ | НОТ | ШВД | САУ | САН | ТОТ | ВГЮ | ВІМ |
| Арсенал           |     | 2–2 | 1–1 | 3–3 | 0–0 | 2–2 | 3–1 | 3–0 | 2–0 | 1–2 | 1–2 | 2–0 | 0–1 | 2–0 | 4–1 | 3–1 | 2–0 | 3–1 | 2–0 | 0–1 |
| Астон Вілла       | 2–2 |     | 1–0 | 0–2 | 2–1 | 2–0 | 3–1 | 2–0 | 1–3 | 1–0 | 0–0 | 1–0 | 2–2 | 2–0 | 0–1 | 1–0 | 1–0 | 1–1 | 0–0 | 5–0 |
| Блекберн Роверз   | 0–2 | 0–2 |     | 1–1 | 4–0 | 1–2 | 1–1 | 0–1 | 2–4 | 3–0 | 2–3 | 0–0 | 1–0 | 1–1 | 4–1 | 2–1 | 1–0 | 0–2 | 2–1 | 3–1 |
| Челсі             | 0–3 | 1–1 | 1–1 |     | 2–0 | 3–1 | 2–2 | 0–0 | 2–1 | 1–0 | 1–1 | 1–0 | 1–1 | 1–1 | 2–2 | 1–0 | 6–2 | 3–1 | 3–1 | 2–4 |
| Ковентрі Сіті     | 1–1 | 1–2 | 0–0 | 3–1 |     | 1–2 | 0–0 | 2–1 | 0–0 | 0–1 | 0–2 | 3–0 | 2–1 | 0–3 | 0–0 | 1–1 | 2–2 | 1–2 | 1–3 | 1–1 |
| Дербі Каунті      | 1–3 | 2–1 | 0–0 | 3–2 | 2–1 |     | 0–1 | 3–3 | 2–0 | 0–1 | 1–1 | 2–1 | 0–1 | 0–0 | 2–2 | 1–1 | 1–0 | 4–2 | 1–0 | 0–2 |
| Евертон           | 0–2 | 0–1 | 0–2 | 1–2 | 1–1 | 1–0 |     | 0–0 | 1–1 | 1–1 | 0–2 | 1–2 | 2–0 | 2–0 | 2–0 | 7–1 | 1–3 | 1–0 | 2–1 | 1–3 |
| Лідс Юнайтед      | 0–0 | 0–0 | 0–0 | 2–0 | 1–3 | 0–0 | 1–0 |     | 3–0 | 0–2 | 0–4 | 1–1 | 0–1 | 2–0 | 0–2 | 0–0 | 3–0 | 0–0 | 1–0 | 1–0 |
| Лестер Сіті       | 0–2 | 1–0 | 1–1 | 1–3 | 0–2 | 4–2 | 1–2 | 1–0 |     | 0–3 | 2–2 | 1–3 | 2–0 | 2–2 | 1–0 | 2–1 | 1–1 | 1–1 | 0–1 | 1–0 |
| Ліверпуль         | 2–0 | 3–0 | 0–0 | 5–1 | 1–2 | 2–1 | 1–1 | 4–0 | 1–1 |     | 1–3 | 5–1 | 4–3 | 4–2 | 0–1 | 2–1 | 0–0 | 2–1 | 0–0 | 1–1 |
| Манчестер Юнайтед | 1–0 | 0–0 | 2–2 | 1–2 | 3–1 | 2–3 | 2–2 | 1–0 | 3–1 | 1–0 |     | 3–3 | 0–0 | 4–1 | 2–0 | 2–1 | 5–0 | 2–0 | 2–0 | 2–1 |
| Мідлсбро          | 0–2 | 3–2 | 2–1 | 1–0 | 4–0 | 6–1 | 4–2 | 0–0 | 0–2 | 3–3 | 2–2 |     | 0–1 | 1–1 | 4–2 | 0–1 | 0–1 | 0–3 | 4–1 | 0–0 |
| Ньюкасл Юнайтед   | 1–2 | 4–3 | 2–1 | 3–1 | 4–0 | 3–1 | 4–1 | 3–0 | 4–3 | 1–1 | 5–0 | 3–1 |     | 5–0 | 1–2 | 0–1 | 1–1 | 7–1 | 1–1 | 2–0 |
| Ноттінгем Форест  | 2–1 | 0–0 | 2–2 | 2–0 | 0–1 | 1–1 | 0–1 | 1–1 | 0–0 | 1–1 | 0–4 | 1–1 | 0–0 |     | 0–3 | 1–3 | 1–4 | 2–1 | 0–2 | 1–1 |
| Шеффілд Венсдей   | 0–0 | 2–1 | 1–1 | 0–2 | 0–0 | 0–0 | 2–1 | 2–2 | 2–1 | 1–1 | 1–1 | 3–1 | 1–1 | 2–0 |     | 1–1 | 2–1 | 2–1 | 0–0 | 3–1 |
| Саутгемптон       | 0–2 | 0–1 | 2–0 | 0–0 | 2–2 | 3–1 | 2–2 | 0–2 | 2–2 | 0–1 | 6–3 | 4–0 | 2–2 | 2–2 | 2–3 |     | 3–0 | 0–1 | 2–0 | 0–0 |
| Сандерленд        | 1–0 | 1–0 | 0–0 | 3–0 | 1–0 | 2–0 | 3–0 | 0–1 | 0–0 | 1–2 | 2–1 | 2–2 | 1–2 | 1–1 | 1–1 | 0–1 |     | 0–4 | 0–0 | 1–3 |
| Тоттенгем Готспур | 0–0 | 1–0 | 2–1 | 1–2 | 1–2 | 1–1 | 0–0 | 1–0 | 1–2 | 0–2 | 1–2 | 1–0 | 1–2 | 0–1 | 1–1 | 3–1 | 2–0 |     | 1–0 | 1–0 |
| Вест Гем Юнайтед  | 1–2 | 0–2 | 2–1 | 3–2 | 1–1 | 1–1 | 2–2 | 0–2 | 1–0 | 1–2 | 2–2 | 0–0 | 0–0 | 0–1 | 5–1 | 2–1 | 2–0 | 4–3 |     | 0–2 |
| Вімблдон          | 2–2 | 0–2 | 1–0 | 0–1 | 2–2 | 1–1 | 4–0 | 2–0 | 1–3 | 2–1 | 0–3 | 1–1 | 1–1 | 1–0 | 4–2 | 3–1 | 1–0 | 1–0 | 1–1 |     |

Джерело: RSSSF
1Команда-господар записана у лівому стовпчику.
Кольори: Голубий = господар переміг; Жовтий = нічия; Червоний = гості перемогли.

## Статистика

### Бомбардири
| Місце | Гравець            | Клуб                | Голів |
| ----- | ------------------ | ------------------- | ----- |
| 1     | Алан Ширер         | «Ньюкасл Юнайтед»   | 25    |
| 2     | Іан Райт           | «Арсенал»           | 23    |
| 3     | Роббі Фаулер       | «Ліверпуль»         | 18    |
| 3     | Уле Гуннар Сульшер | «Манчестер Юнайтед» | 18    |
| 5     | Двайт Йорк         | «Астон Вілла»       | 17    |
| 6     | Лес Фердинанд      | «Ньюкасл Юнайтед»   | 16    |
| 6     | Фабриціо Раванеллі | «Мідлсбро»          | 16    |
| 8     | Діон Даблін        | «Ковентрі Сіті»     | 13    |
| 8     | Метью Ле Тісьє     | «Саутгемптон»       | 13    |
| 10    | Деніс Бергкамп     | «Арсенал»           | 12    |
| 10    | Стів Кларідж       | «Лестер Сіті»       | 12    |
| 10    | Стен Коллімор      | «Ліверпуль»         | 12    |
| 10    | Жунінью Пауліста   | «Мідлсбро»          | 12    |

## Нагороди

### Щомісячні нагороди
| Місяць   | Тренер місяця  | Тренер місяця       | Гравець місяця   | Гравець місяця      |
| Місяць   | Тренер         | Клуб                | Гравець          | Клуб                |
| -------- | -------------- | ------------------- | ---------------- | ------------------- |
| серпень  | Девід Пліт     | «Шеффілд Венсдей»   | Девід Бекхем     | «Манчестер Юнайтед» |
| вересень | Джо Кіннір     | «Вімблдон»          | Патрік Бергер    | «Ліверпуль»         |
| жовтень  | Грем Сунес     | «Саутгемптон»       | Метью Ле Тісьє   | «Саутгемптон»       |
| листопад | Джим Сміт      | «Дербі Каунті»      | Іан Райт         | «Арсенал»           |
| грудень  | Гордон Стракан | «Ковентрі Сіті»     | Джанфранко Дзола | «Челсі»             |
| січень   | Стюарт Пірс    | «Ноттінгем Форест»  | Тім Флаверс      | «Блекберн Роверз»   |
| лютий    | Алекс Фергюсон | «Манчестер Юнайтед» | Роббі Ірл        | «Вімблдон»          |
| березень | Браян Робсон   | «Мідлсбро»          | Жунінью Пауліста | «Мідлсбро»          |
| квітень  | Грем Сунес     | «Саутгемптон»       | Майкі Еванс      | «Саутгемптон»       |

### Нагороди за сезон
- «Гравцем року за версією ПФА» був названий Алан Ширер, нападник «Ньюкасл Юнайтед».[1]
- Звання «Молодий гравець року за версією ПФА» отримав півзахисник «Манчестер Юнайтед» Девід Бекхем.[2]
- «Гравцем року за версією Асоціації футбольних журналістів» було визнано Джанфранко Дзолу, нападника «Челсі».[3]
- «Тренером року англійської Прем'єр-ліги» став очільник команди-чемпіона Алекс Фергюсон.[4]
- Звання «Гравця року англійської Прем'єр-ліги» отримав Жунінью Пауліста з «Мідлсбро».[4]